# Tewin
Tewin är en ort och civil parish i Storbritannien.   Den ligger i grevskapet Hertfordshire och riksdelen England, i den sydöstra delen av landet, 30 km norr om huvudstaden London. Tewin ligger 82 meter över havet och antalet invånare är 720.
Terrängen runt Tewin är platt. Runt Tewin är det tätbefolkat, med 735 invånare per kvadratkilometer. Närmaste större samhälle är Luton, 19,2 km väster om Tewin. Trakten runt Tewin består till största delen av jordbruksmark.